# Mariakapel (Meerssen)

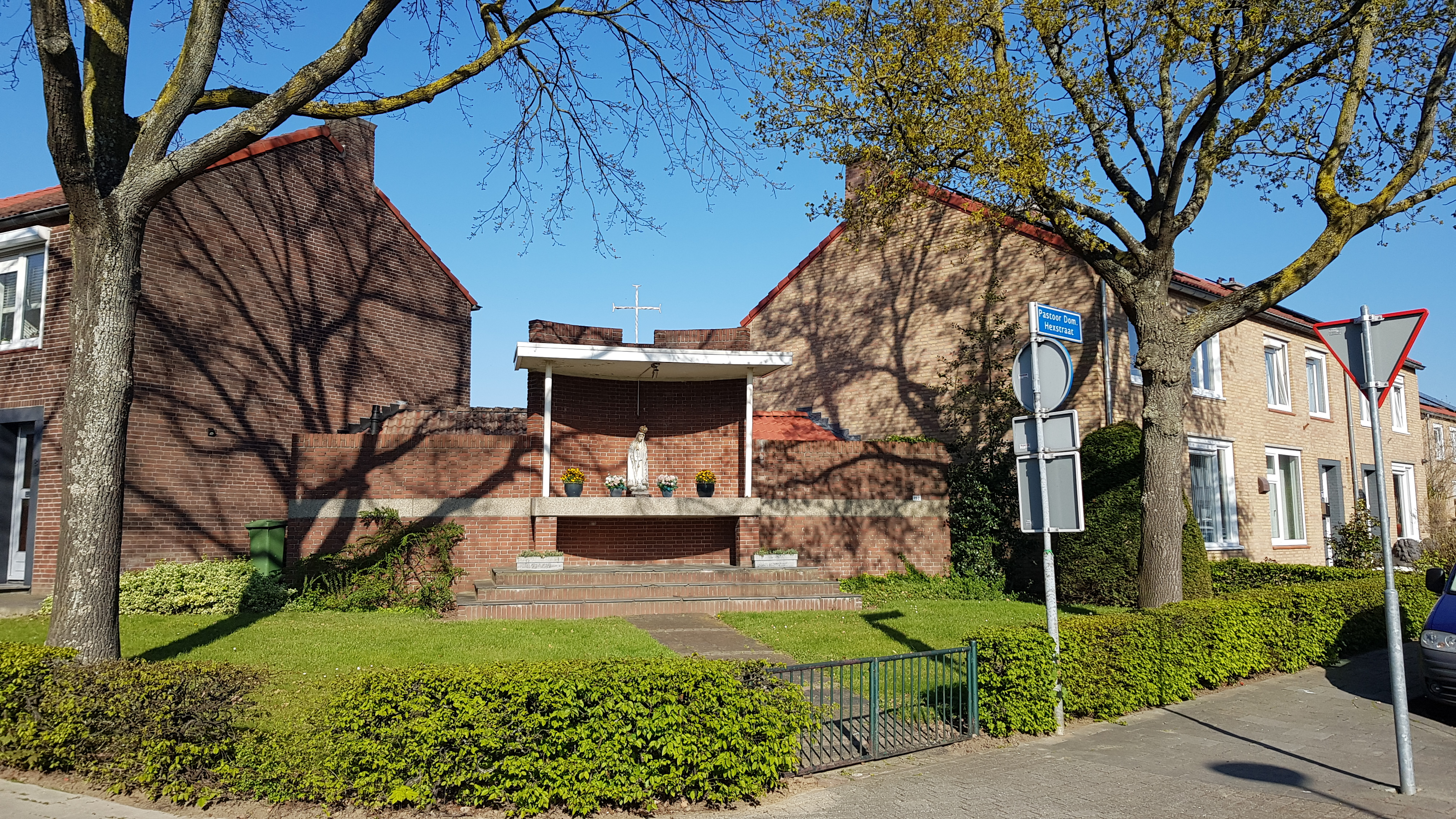
De kapel

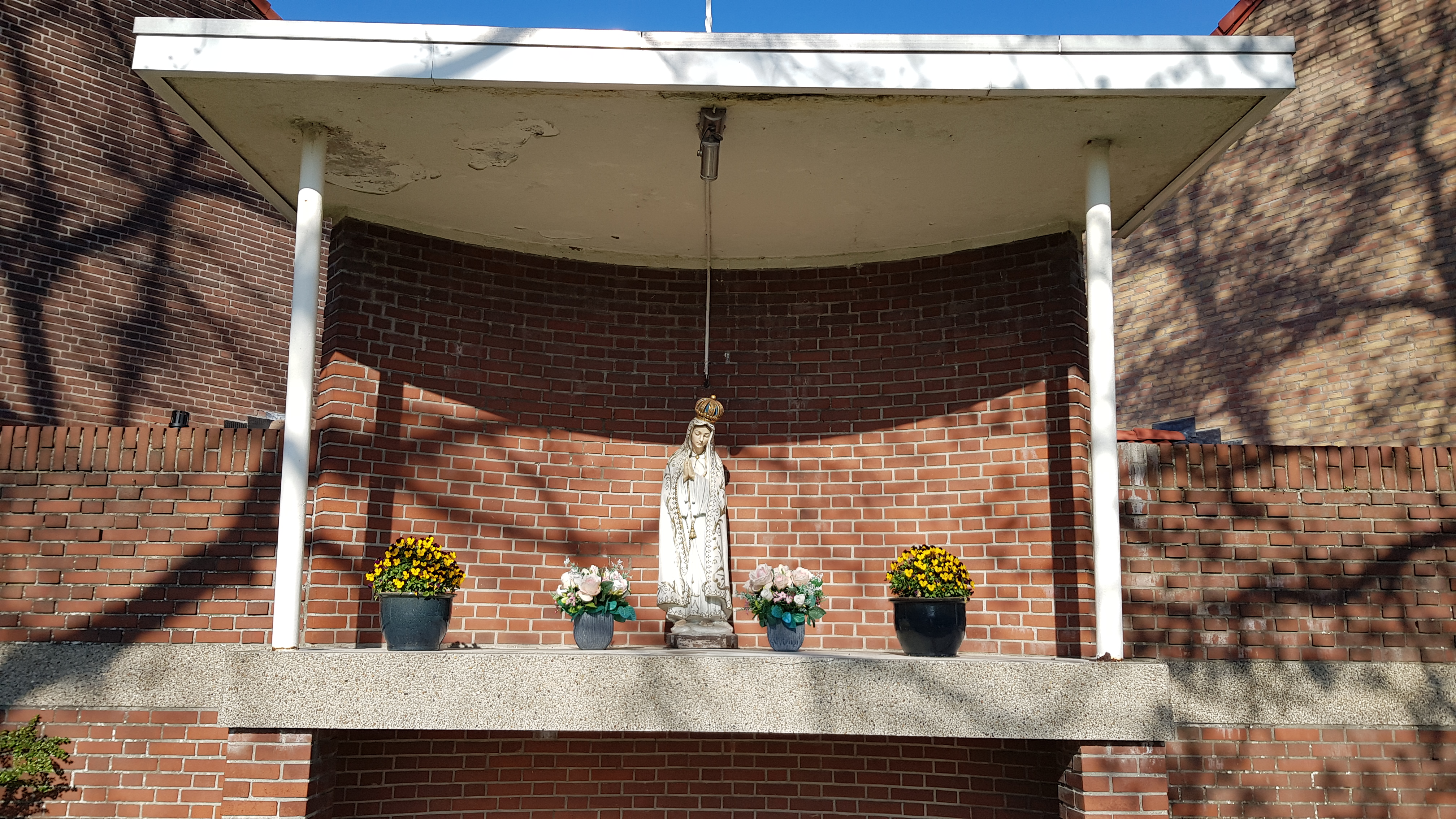
De kapel

De Mariakapel is een kapel in Meerssen in de Nederlands Zuid-Limburgse gemeente Meerssen. De kapel staat aan de noordwestelijke rand van Meerssen vlak bij de A2 op de hoek van de Pastoor Dominicus Hexstraat en de Vliegveldweg. Op ongeveer 350 meter naar het zuidoosten staat aan dezelfde staat de Jozef Arbeiderkerk.
De kapel is gewijd aan Maria.

## Geschiedenis
Onduidelijk is wanneer de kapel werd gebouwd. In ieder geval bestond de kapel reeds in 1975 getuige een foto van die datum.

## Bouwwerk
De zeer open bakstenen kapel staat op een verhoging van drie treden, is aan drie zijdes open en wordt overkapt door een groot wit baldakijn. De achtergevel is licht gebogen en reikt tot boven het dak. Aan weerszijden is de achtergevel met twee lagere rechte muurtjes verlengd. De kapel heeft een breed altaar dat bestaat uit een dik grijs stenen altaarblad dat aan de voorzijde op de hoeken rust op twee bakstenen kolommen. Het grijze steen van het altaar loopt in de lagere rechte muurtjes door als een spekband. Het baldakijn wordt aan de voorzijde ondersteund door twee witte smalle buizen die rusten op de hoeken van het altaar. Op het baldakijn is een wit metalen kruis geplaatst.
Op het altaar staat het Mariabeeldje dat een biddende Maria toont, met haar handen samengevouwen schuin naar beneden kijkend. Ze draagt een rijk versierd gewaad met op haar hoofd een kroon.